# Jack Lynch
Pour les articles homonymes, voir John Lynch et Lynch.
 (octobre 2019).
Si vous disposez d'ouvrages ou d'articles de référence ou si vous connaissez des sites web de qualité traitant du thème abordé ici, merci de compléter l'article en donnant les références utiles à sa vérifiabilité et en les liant à la section « Notes et références ».
John (Jack) Mary Lynch (en Irlandais Seán Ó Loingsigh), né le 15 août 1917 à Cork et décédé le 20 octobre 1999, est un homme d'État irlandais. Il est le quatrième Premier Ministre de l’État d’Irlande. Il exerce cette fonction en deux temps de 1966 à 1973 et de 1977 à 1979.
Lynch est élu la première fois comme député au Dáil Éireann pour la ville de Cork en 1948 et est réélu sans discontinuer jusqu’à son retrait de la vie politique en 1981. Il est Ministre des Finances (1965-1966), Ministre de l’Industrie et du Commerce (1959-1965), Ministre de l’éducation (1957-1959) et Ministre du Gaeltacht (Affaires Irlandaises) en 1957. Il est le troisième leader du Fianna Fáil, succédant en 1966 à Seán Lemass et cédant sa place seulement en 1979.
Avant d’entamer sa carrière politique, Jack Lynch a aussi été un sportif accompli : il gagne le championnat d’Irlande tant en hurling qu’en football gaélique entre 1936 et 1946. Il est considéré par ses pairs comme un des plus grands joueurs de ces deux sports gaéliques. Son palmarès est éloquent : en près de 15 ans, il remporte en hurling, cinq All-Ireland, sept titres de champion du Munster, trois National League et sept Railway Cup. En football gaélique, un All-Ireland, deux titres de champion du Munster et une Railway Cup. Lynch est plus tard nommé dans l’équipe du siècle de hurling puis dans l’équipe du Millénaire de hurling.

## Jeunesse
John Mary Lynch est né le 15 août 1917 à Cork dans le quartier de Shandon. Il est le plus jeune garçon d’une fratrie de sept enfants. Il va à l’école de St. Vincent Convent dans Peacock Lane puis au North Monastery, une école de la congrégation des Frères chrétiens. Il perd soudainement sa mère alors qu’il est âgé de treize ans. Lynch qui était particulièrement proche de sa mère est très affecté par sa mort. C’est une de leurs tantes, déjà mère de six enfants qui s’occupe de la fratrie. Après avoir passé l’équivalent du baccalauréat en 1936, Lynch déménage à Dublin et travaille pour le Bureau du Lait pour le District de Dublin puis rentre à Cork pour travailler au Barreau de la cour de justice de la ville.
Lynch commence à travailler dans les bureaux du Barreau de Cork alors qu’il a à peine 19 ans. Son travail auprès de la Cour éveille en lui son intérêt pour le droit et en 1941 il commence à étudier le droit dans des cours du soir à University College Cork. Après deux ans à UCC il va à Kings Inns (en) à Dublin compléter ses études. Il commence alors à travailler pour le Ministère de la Justice. En 1945 il fait ses premières apparitions à la barre au Tribunal et décide de faire un service national civil en tant qu’avocat. Lynch prend ensuite la décision de retourner à Cork et d’ouvrir un cabinet d’avocat privé auprès du Barreau de la ville.
En 1943 au cours de vacances à Glengarriff (en) dans l’ouest du Comté de Cork, il fait la rencontre de sa future femme, Máirín O'Connor, la fille d’un juge de Dublin. Le couple se marie trois ans plus tard, le 10 août 1946. Máirín aura une grande défiance envers le lancement de la carrière politique de son mari puis contre son engagement de ministre et même au moment de devenir taoiseach. Le couple n’a pas d’enfant.

## Carrière sportive
Dès son plus jeune âge, Lynch montre d’énormes prédispositions et un très grand intérêt pour le sport. Rugby, football, natation et handball gaélique sont ses passe-temps favoris. C'est toutefois en football gaélique et en hurling que Lynch se montre le plus fort.

### En club
Jack Lynch joue au hurling pour le club de Glen Rovers GAA, basé dans le quartier de Blackpool à Cork. Il obtient des titres dès les catégories de jeunes gagnant deux fois de suite le titre de champion du Comté de Cork en 1933 et 1934. Cette année-là il gagne aussi le titre de champion de Cork avec l’équipe senior de hurling. C'est le premier titre d’une série record de huit titres consécutifs dans le championnat du Comté de Cork. Lynch termine sa carrière en club en 1950, remportant trois titres consécutifs en 1948, 49 et 50.
Jack Lynch joue aussi au football gaélique dans le club de St. Nicholas GAA, un club associé aux Glen Rovers. Là aussi Lynch connait les honneurs dès les catégories de jeunes gagnant des titres au niveau du Comté en 1932 et 1933. Lynch fait partie de l’équipe gagnant le titre de champion du Comté de Cork en 1938 puis en 1941

### En équipe du comté
À la fin des années 1930, Jack Lynch joue pour Cork GAA à la fois en hurling et en football gaélique. En 1939, il devient le seul joueur de l’histoire être la même année capitaine des deux équipes de hurling et de football gaélique. Il gagne cette année-là le titre en National League de hurling et la finale du All-Ireland contre Kilkenny GAA, match qui entre ensuite dans la légende du hurling sous le nom de "thunder and lightning All-Ireland Final".
En 1939 et 1940, Cork avec à sa tête Lynch, gagne des années de suite la National League. En 1941, une épidémie de fièvre aphteuse gêne fortement le déroulement du championnat d'Irlande. Cork joue seulement deux matches pour être déclaré vainqueur du All-Ireland en hurling et perd ensuite la finale du championnat du Munster contre Tipperary GAA.
En 1942, Lynch est de nouveau capitaine de l’équipe de hurling. Son équipe remporte de nouveau le championnat du Munster. En 1943 il remporte son troisième titre de champion du Munster en hurling et son premier titre de Comté en football gaélique. Alors que Cork perd en demi-finale du All-Ireland en football, Lynch emmène son équipe à la victoire pour la troisième fois consécutive dans le Championnat d’Irlande de hurling.
En 1944 après un nouveau titre en championnat du Munster, Lynch devient un des rares à gagner quatre All-Ireland consécutivement.
En 1945, c’est le football gaélique qui prend le devant dans le palmarès de Lynch. La victoire contre Cavan GAA à Croke Park en finale lui donne son seul et unique titre de champion d’Irlande dans ce sport.
C’est en hurling que Lynch connait ses derniers titres. En 1946 un cinquième titre de champion du Munster suivi d’un cinquième titre de champion d’Irlande après la victoire en finale contre les meilleurs ennemis de Cork, l’équipe de Kilkenny. En ce mois de septembre 1946, Jack Lynch devient le premier, et le seul à ce jour, à gagner six championnats d’Irlande à la suite (cinq en hurling et un en football gaélique).
En 1947, Lynch gagne un sixième titre de champion du Munster et parvient avec son équipe pour la septième fois en une décennie en finale du All-Ireland. La finale est perdue contre Kilkenny pour un tout petit point et est toujours perçue aujourd’hui comme une des plus grandes finales jouées au XXe siècle.
Lynch se retire de l’équipe senior de hurling en 1950.

### Récompenses
Déjà quand il est au sommet de sa carrière, Jack Lynch est regardé comme un des plus grands joueurs de sports gaéliques. Son excellence est reconnue officiellement quand il a été nommé "Hurling Captain of the Forties".
En 1984, pour le centenaire de l’Association athlétique gaélique (GAA), il est élu parmi l’équipe de hurling du siècle.
Peu après sa mort, en 1999, la réputation de Lynch le situe toujours parmi les plus grands. Il a été élu parmi l’équipe du Millénaire en hurling.

## Carrière politique

### Débuts
En 1946, Jack Lynch a son premier contact avec la scène politique irlandaise, quand le secrétaire de la branche locale du Fianna Fáil lui propose de se présenter à une élection générale partielle en vue de siéger au Dáil Éireann. En prétextant son manque d’expérience politique, il refuse la proposition. En 1947 il refuse une proposition similaire de la part du nouveau parti politique Clann na Poblachta. En février 1948 a lieu une élection générale. Cette fois Lynch accepte d’être le candidat pour la circonscription de Cork-Ville. Il devient député pour le Fianna Fáil au sein du 13e Dáil. Son parti perd toutefois l’élection pour la première fois depuis seize ans. Lynch devient le rédacteur des discours et l’assistant de recherche du leader du parti, Éamon de Valera.
En 1951 Le Fianna Fáil est de retour au pouvoir et Lynch devient le secrétaire parlementaire du Gouvernement, avec en plus la responsabilité des zones du Gaeltacht. Entre 1954 et 1957, alors que son parti est dans l’opposition, Lynch en est le porte-parole pour le Gaeltacht.
En 1957, le Fianna Fáil revient au pouvoir et de Valera prend la direction de son dernier gouvernement. Lynch devient à 39 ans le plus jeune membre du Gouvernement avec pour portefeuille le Ministère de l'Éducation. Il garde pour quelque temps la gestion des Gaeltacht. Lynch fait preuve d’innovation au Ministère et fait voter l’élévation de l’âge de présence obligatoire à l’école, la réduction de la taille des classes, annulation de l’interdiction d’enseigner aux femmes mariées et la permission du port de la kippa pour les juifs de plus de 12 ans.

### Ministre de l'Industrie et du Commerce
En 1959 de Valera est élu Président d'Irlande et Seán Lemass devient le leader du Fianna Fáil et le nouveau Taoiseach. Lynch est promu Ministre de l'Industrie et du Commerce (ce portefeuille était tenu auparavant par Lemass lui-même). Il hérite alors du plus dynamique des départements du Gouvernement. Prenant la suite de Lemass, sa marge de manœuvre et d’innovation est très limitée. Lynch ne laisse pas l’image du plus innovateur des ministres mais se montre particulièrement attentif aux détails. Il travaille avec Lemass et T. Whitaker à favoriser la croissance économique et à la mise en place du Programme d’expansion économique. Il a aussi, par son astuce, résolu divers problèmes industriels pendant la durée de son ministère.

### Ministre des Finances
En 1965 Lemass est réélu au poste de Taoiseach. Des éléphants de la politique irlandaise comme James Ryan et Seán MacEntee se retirent. Lynch succède au dernier comme Ministre des Finances. Ce remplacement est particulièrement significatif car Lemass souhaitait préparer sa succession. Lynch se voit ainsi confier le second ministère le plus important dans le Gouvernement pour accumuler de l’expérience sur nombre de dossiers, accompagnant même Lemass à Londres pour signer un des plus importants traités commercial entre l’État d’Irlande et le Royaume-Uni. Il est une occasion lors de laquelle l’autorité de Lynch en tant que Ministre des Finances s’est retrouvée ébranlée, c’est lorsque le Ministre de l'Éducation Donagh O'Malley (en) annonça que le Gouvernement souhaite rendre gratuite pour tous l’école secondaire. Cette proposition n’a pas été discutée au Ministère de Finances alors que son avis était requis pour une telle décision financière. En fait Lemass avait accepté le principe sans en référer à quiconque.

### Démission
Lemass se retire de son poste de Taoiseach après 7 années. Son retrait lance la course à la succession à la tête du Fianna Fáil. Lynch et l’autre favori de Lemass Patrick Hillery se lancent dans l’élection du nouveau leader du parti suivis de Charles Haughey, George Colley et Neil Blaney. Aucune des candidatures ne semble particulièrement séduisante et Lemass fait une dernière tentative pour persuader amicalement le parti que les candidatures de Hillery ou de Lynch sont celles du compromis. Hillery refuse le leadership du parti. Lynch accepte la candidature. Haughey se retire de la course sachant qu’il ne pourrait être élu. Reste donc Blaney, seul opposant à la candidature de Lynch qui gagne confortablement par 52 voix contre 19.
Jack Lynch est élu Leader du Fianna Fáil et Taoiseach le 10 novembre 1966.
Cette élection n'est cependant pas une élection tranquille. Trois hommes font ouvertement part de leur volonté de devenir Taoiseach, Haughey, Blaney et Colley. D’autres ministres ont à un moment penché vers cette issue, sans toutefois se lancer dans la course, Brian Lenihan Snr, Kevin Boland et Donagh O'Malley (en).